# 魔法烟雾

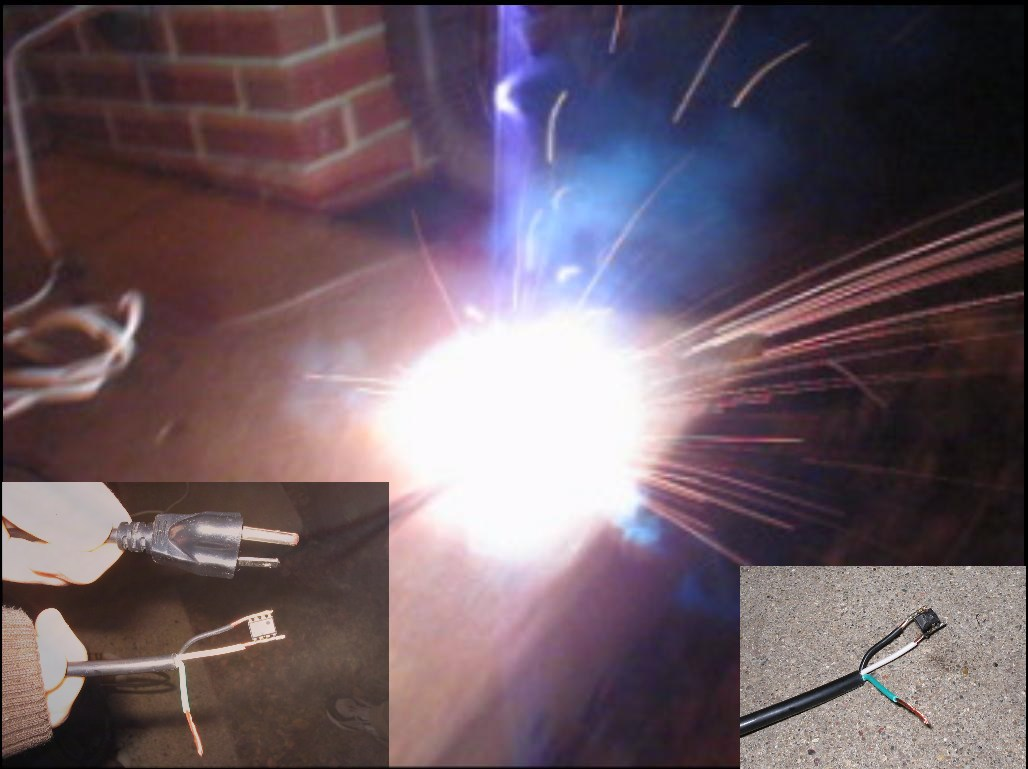
正在冒烟的电子器件

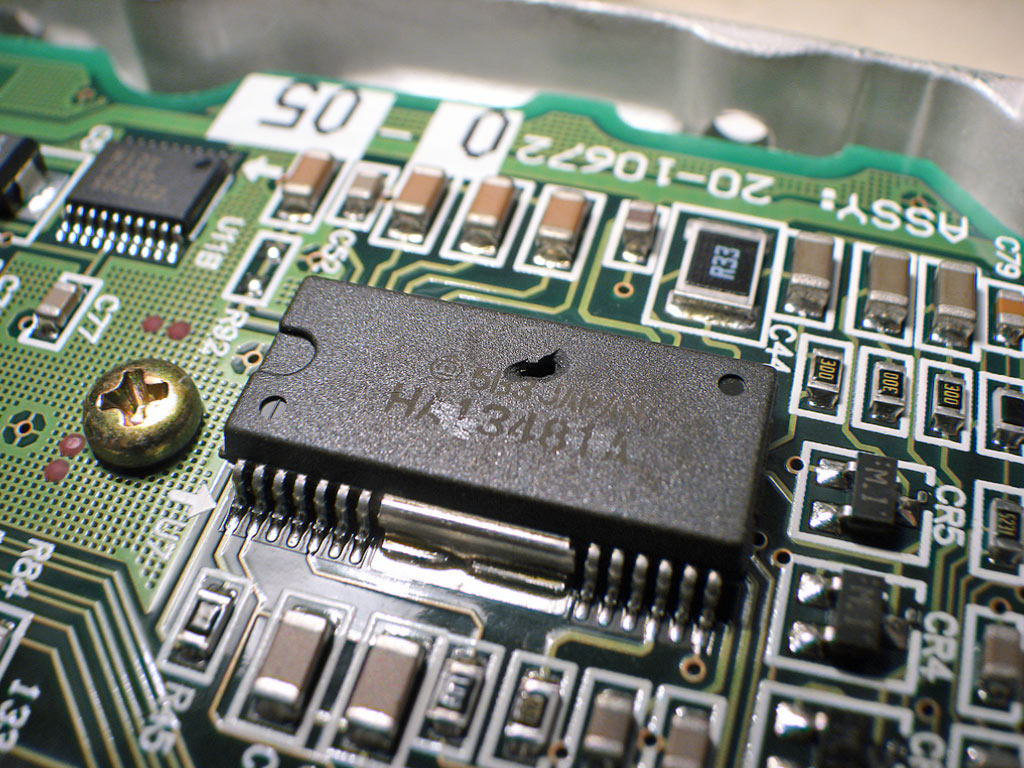
一个过热损坏的集成电路

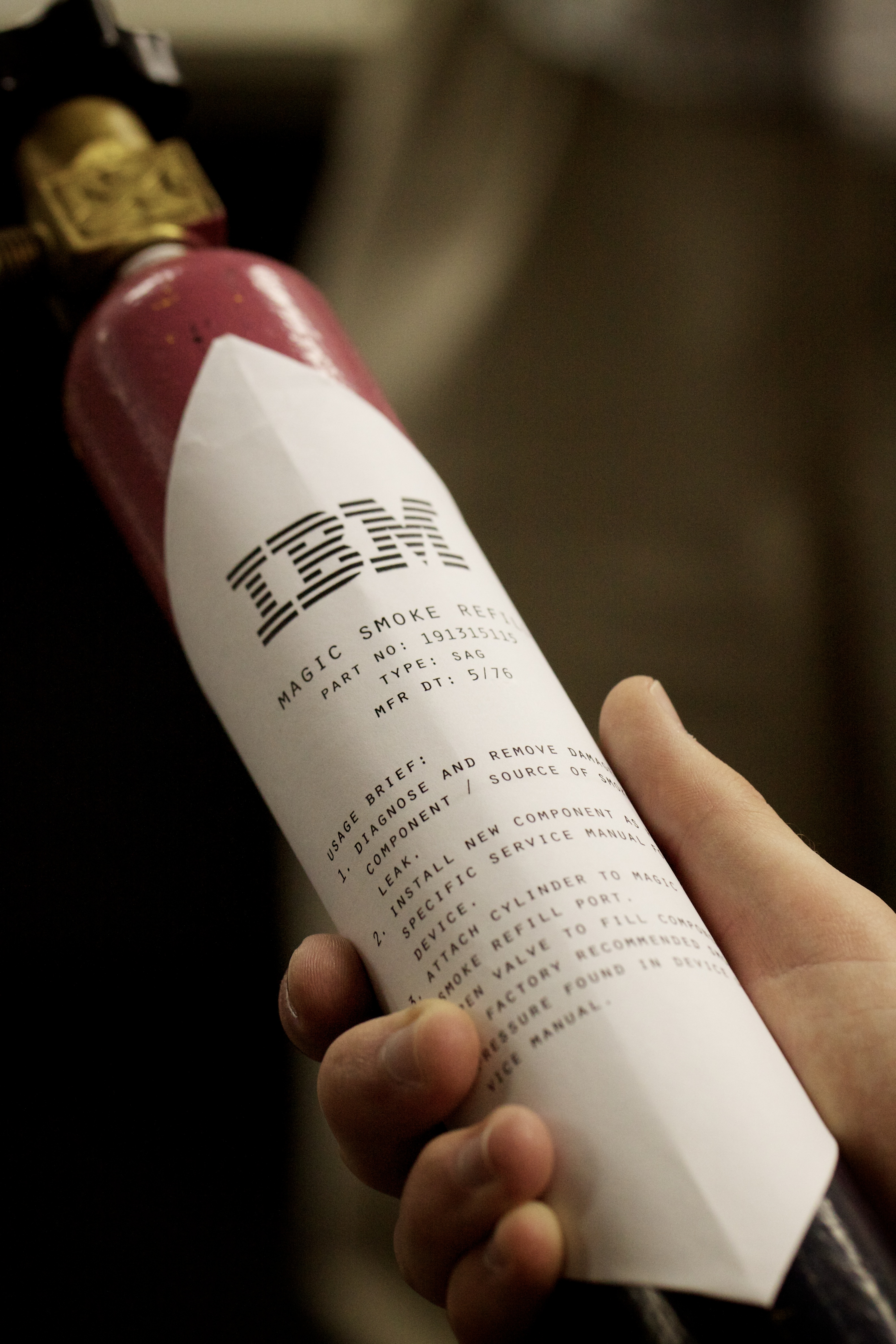
IBM 魔法气体充填罐

魔法烟雾（英語：Magic smoke），又名魔法气体、青烟，是电路或电子器件被烧毁时冒出的气体的幽默说法（常见于接线错误、过電流、过電压或过热），来源于笑话“所有电子器件都是依靠内部的魔法烟雾工作的，如果你让它们出来了（即损坏了），它们就不工作了。”气体一般具有烧焦塑料或是某些化学品的气味，并且有时还会包含黑烟或冒出火星。烟雾的颜色与过热的器件有关，不过一般是白色或者黑色。损坏部件常见于电路中的功率级部分，如电机驱动器中的功率MOSFET，IPM IGBT模块。

## 用法
它的用法和变种有：
- 你让魔法烟雾出来了！
- 魔法烟雾正在逃走！
- 你的电阻在发光。

当一个电路第一次上电时，一般被称作「冒煙測試」。